# Abele (Alfieri)
Abele è un'opera teatrale di Vittorio Alfieri, definita dall'autore una tramelogedia.
Postuma, è scritta in endecasillabi nelle parti tragiche ed è alternata a parti liriche.
Ideata nel 1782, stesa nel 1786 e verseggiata nel 1790, fu poi più volte rivista dall'autore, che vi diede l'ultima mano nel 1798. Alfieri scrisse anche una Prefazione, composta tra il 4 e il 5 aprile 1796 e poi risistemata nel corso del mese. L'opera apparve a stampa nel 1804, in un'edizione curata dall'abate Caluso.

## Trama
I personaggi di quest'opera molto singolare di soggetto biblico si possono dividere in due gruppi. Il primo, dei personaggi tragici, comprende i primi abitanti della terra dopo la creazione: Adamo, Eva, Caino e Abele. Il secondo, dei personaggi fantastici, consiste di esseri soprannaturali:  Dio stesso di cui si ascolta la voce; Lucifero con i suoi principali servitori Belzebù, Mammona e Astarotte; il Peccato, l'Invidia, la Morte; cori di Angeli e Demoni. L'elenco dei personaggi precisa:
Fanno eccezione a questa regola una breve preghiera di Adamo e della sua famiglia nel secondo atto, e un'altra di Adamo nel terzo, che sono in rima.

### Atto I
Nella reggia di Lucifero, il Peccato racconta a Lucifero i suoi tentativi inutili di essere ammesso nella felice famiglia di Adamo, che Dio ha perdonato dopo il peccato originale. Lucifero decide di tenere consiglio tra i suoi seguaci per stabilire come poter ottenere la distruzione dell'uomo: si fanno avanti in successione Belzebù, Mammona e Astarotte, con largo seguito di demoni e simili. Lucifero spiega perché li ha convocati e domanda al Peccato di illustrare gli avvenimenti sulla terra. Il Peccato descrive la felicità che regna nella famiglia di Adamo, e il fallimento dei suoi tentativi di rovinarla.
Belzebù parla per primo: sostiene che Lucifero ha fatto male a lasciare la terra subito dopo avere indotto Eva ad assaggiare la mela, e che suo figlio il Peccato si è rivelato inadatto a prendere il suo posto. Sarebbe stato necessario farlo accompagnare da legioni di demoni o da una grande piaga. Mammona suggerisce di mandare l'Invidia, poiché essa è stata la causa della rovina degli angeli ribelli: perciò l'Invidia viene convocata e appare, stringendo fra i denti una serpe che sta finendo di sbranare. Astarotte poi consiglia che di far accompagnare l'Invidia dalla Morte, la figlia sorda di Lucifero: la proposta è accettata da tutti, così giunge anche la Morte, con la falce e la clessidra.
Lucifero manda l'Invidia e la Morte sulla Terra a spacciarsi rispettivamente per una fanciulla e sua madre, e informa l'assemblea che insieme al Peccato accompagnerà le due.

### Atto II
Adamo ed Eva stanno chiacchierando, dopo aver terminato le fatiche del giorno. Si apprende che Abele è il figlio preferito da Eva, che parla di un segno inspiegabile sulla fronte di Caino. Ma i due genitori amano profondamente entrambi i figli, i quali poco dopo si uniscono a loro e raccontano di essere in ritardo perché l'agnello favorito di Abele si era perso, e Caino l'ha recuperato con difficoltà. Si capiscono la tenerezza di cuore di Abele e il carattere più severo ma affettuoso di Caino, ancora non colpito dalla tentazione. Dopo una preghiera all'Onnipotente, i quattro dividono una frugale cena. Adamo poi ricorda che arriverà la vecchiaia e la morte li separerà. Tutti si ritirano per il riposo, dopo che Adamo ha ammonito Eva di non dire mai ai loro figli la storia del peccato originale e della loro perduta felicità.

### Atto III
Lucifero, con i suoi compagni e il coro di demoni osserva i quattro mortali dormienti. L'Invidia sceglie Caino come sua preda, la Morte sceglie Abele. La prima manda uno dei suoi serpenti ad avvolgere il cuore di Caino. Lo spirito maligno parte, e Caino, disturbato da cattivi sogni, si sveglia anzitempo. Si lamenta tra sé di dover fare il lavoro più faticoso, e che Abele sia il favorito dei genitori. Caino ha strane e mai provate sensazioni, e infine decide di avventurarsi per il mondo, accompagnato solo dal suo piccone. Lucifero e l'Invidia, che hanno aleggiato nei pressi, appaiono, e Lucifero ordina all'altra di seguire Caino, poi si nasconde in una nuvola.
Adamo ed Eva si svegliano, vedono che Caino se ne è andato senza la loro solita benedizione. Svegliano Abele, che racconta di un terribile incubo che ha avuto. Eva osserva una strana nuvola nera nei pressi della loro casa che assomiglia, come lei dice, una nuvola che aveva visto il giorno della tentazione. Poi Abele si reca in cerca del fratello, la nuvola scompare e Adamo ed Eva si descrivono a vicenda i loro presentimenti di imminenti disgrazie. Adamo offre al Cielo un'umile preghiera, e gli rispondono la Voce di Dio e un coro di angeli invisibili. Poi anche Adamo ed Eva si mettono sulle tracce di Caino.

### Atto IV
Abele si trova in un luogo pianeggiante, in cerca di Caino. Lucifero lo confonde imitando la voce del fratello, e Abele si affretta, cercando di raggiungere Caino presso un grande fiume lontano, di cui hanno sentito Adamo parlare. La Morte e l'Invidia, sempre travestite, giungono in cerca delle rispettive prede.
Giunge Caino; dispiaciuto per essere corso via, sta per tornare sui suoi passi, quando con sua meraviglia vede due esseri umani, vestiti come Eva, avvicinarsi a lui. L'Invidia gli si rivolge con versi misteriosi, che destano la curiosità di Caino, poi gli descrive la felicità della terra dove dice di dimorare oltre il fiume, e dove lo invita. Poi fa in modo di irritare Caino contro Abele e i genitori, colpevoli di averlo tenuto nell'ignoranza della felicità a sua portata, per destinarla solamente ad Abele, poiché solo un mortale ne può godere. Per completare l'opera, l'Invidia chiama a raccolta cori di danzatori e cantanti, che con balli e canti ammaliano Caino, poi scompaiono all'improvviso così come erano apparsi. L'Invidia tocca il capo a Caino, poi scompare con la madre.
Caino, in preda all'eccitazione, si sta precipitando per raggiungere il paese della felicità prima di Abele, quando questo compare, affrettandosi anch'egli, in cerca del fratello, verso il fiume. Caino furibondo si volge col piccone verso Adamo, che fugge.

### Atto V
Caino ha raggiunto Abele e lo respinge, coprendolo di rimproveri che Abele non può capire. Per un momento prevalgono i buoni sentimenti di Caino, ed egli ascolta le suppliche di pietà di Abele, ma infine ha la meglio l'influenza degli spiriti maligni, e Caino abbatte il fratello a colpi di piccone. Appena fattolo, Caino se ne pente e fugge.
Adamo giunge e ascolta il racconto di Abele, morente. Abele muore proprio mentre sopraggiunge Eva. Adamo fa del suo meglio per impedirle la vista del cadavere, ma Eva presto scopre la verità. Adamo ed Eva insieme levano i loro lamenti. Adamo maledice Caino, chiedendo consiglio al Cielo; si ode la Voce di Dio, che li invita ad asciugare le lacrime e volgere i loro pensieri al Cielo:
La Voce d'Iddio: Uom, lasciato a te stesso, ecco qual sei. -
Ma bevuto ha la terra il sangue primo,
E udito ha il Cielo i vostri giusti omei:
Cain fia tratto d'ogni orrore all'imo,
Feroce esemplo spaventoso ai rei. -
Sfogato il pianto, dal terrestre limo
Voi gli occhi ergete al Creator, che vuole
Novella darvi e più felice prole.
Eva: Onnipotente Iddio, rendimi Abele,
Rendimi Abele...
Adamo: Donna, il pianger lice.
Non il dolersi. Iddio parlò: si adori.
Eva: Taccio, e l'adoro, in sul mio Abel prostrata.
Cadono entrambi prosternati: col volto su la terra, Adamo; Eva, sul morto figlio.»